# L'Émulation

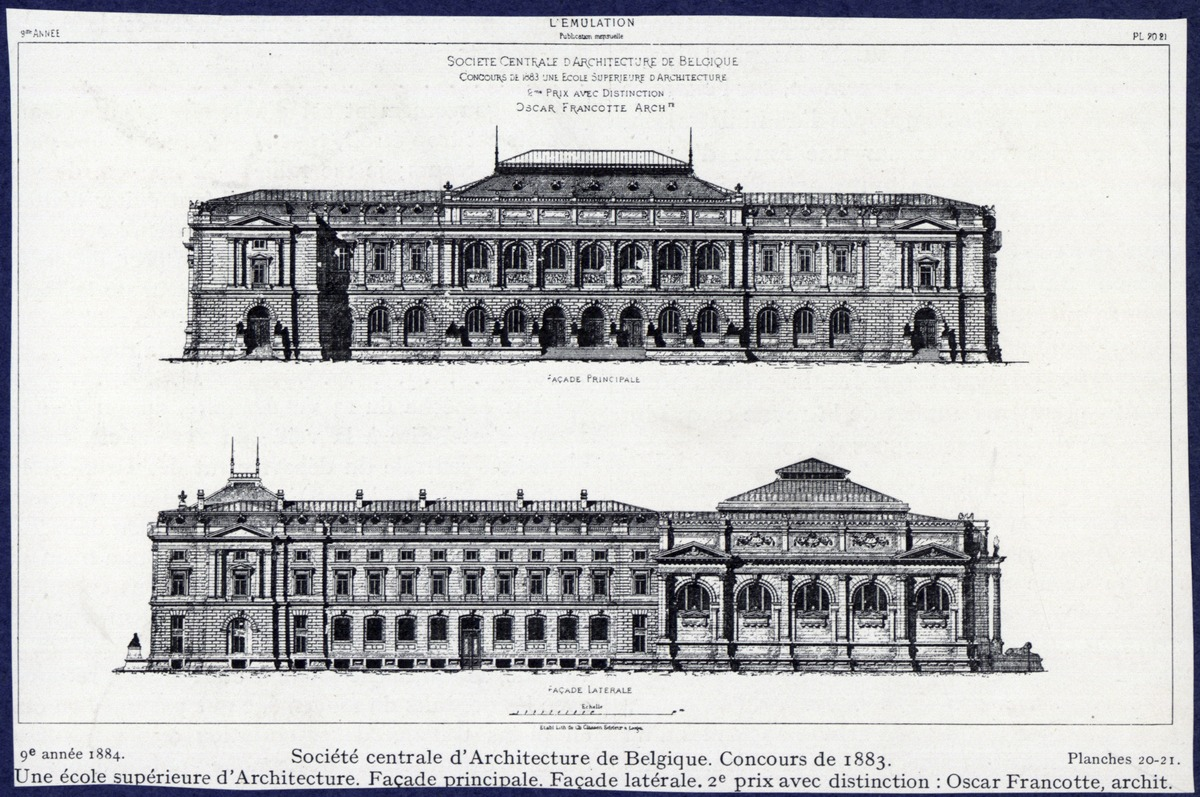
Illustratie uit een nummer van L'Émulation (1883).

L'Émulation was een Belgisch architectuurtijdschrift dat zonder onderbreking verscheen van 1 september 1874 tot 10 oktober 1939 (720 nummers).
In het blad, uitgegeven door de Société centrale d'architecture de Belgique, waren de architecturale ontwikkelingen in het land direct te volgen.
Het werd opgericht door Valère Dumortier, een leerling van Joseph Poelaert. Hij was de eerste hoofdredacteur en had als voornaamste medewerkers Charles Neute, Ernest Allard en Jean Baes.